# God Hates Us All
God Hates Us All (engl. für „Gott hasst uns alle“) ist das achte Studioalbum der Thrash-Metal-Band Slayer. Es erschien am 11. September 2001 bei American Recordings.

## Entstehung
Bei God Hates Us All war Rick Rubin nicht mehr direkt involviert, der seit Reign in Blood aus dem Jahr 1986 alle Studioalben der Band produzierte; stattdessen übernahm Matt Hyde die Aufgabe. Aufgenommen wurde das Album im kanadischen Vancouver.
Ursprünglich sollte das Album Soundtrack to the Apocalypse heißen. Tom Araya fand aber den Titel für ein Boxset besser geeignet. Dieses erschien 2003.
Eine Collector's Edition wurde 2002 veröffentlicht, sie enthielt neben drei Musikvideos (Darkness of Christ, Bloodline, Raining Blood) und Interview/B-Roll-Footage noch den zusätzlichen Track Scarstruck.
God Hates Us All ist das vorerst letzte Album der Band, auf dem Paul Bostaph am Schlagzeug zu hören ist. Er verließ die Band Ende 2001 und wurde durch Dave Lombardo ersetzt. Erst auf dem finalen Album von Slayer, Repentless, ist wiederum Bostaph zu hören.

## Albumcover
Kerry King war mit der ursprünglichen Gestaltung, bei der in den Liner Notes Bibelverse durchgestrichen sind und das Cover eine blutige Bibel mit eingebranntem Slayer-Schriftzug und eingehämmerten Nägeln darstellt, unzufrieden. Er kritisierte, das Ganze sei zu undurchdacht, so habe er zum Beispiel mit den Nägeln ein Pentagramm angedeutet.

“It represents a record company with absolutely no idea what the fuck they were going to do. If we would have had more time it could have been better. It looks like some seventh-grader defaced a Bible.”

„Das repräsentiert eine Plattenfirma ohne die leiseste Ahnung davon, was zum Teufel sie eigentlich tun wollte. Wenn wir mehr Zeit gehabt hätten, hätte es besser werden können. Es sieht aus, als ob irgendein Siebtklässler die Bibel verunstaltet hätte.“

Weil das Cover als zu anstößig angesehen wurde, wurde ein alternatives Cover als Verdeckung verwendet, das aus braunen Schriftzügen, vier braunen Kreuzen und einem weißen Hintergrund besteht.

## Stil & Inhalt
Das Album enthält Einflüsse aus dem Hardcore, ist aber im Gegensatz zu den Vorgängeralben weniger am Nu Metal orientiert. Die Songstrukturen sind „unkonventionell“, das Album insgesamt „solide und ausbalanciert“. Die Gitarren sind tiefer als in Standardstimmung gestimmt.
Bezüglich der Lyrics und des Albumtitels äußerte sich Kerry King wie folgt:

“I definitely wanted to put more realism in it, more depth. God Hates Us All isn't an anti-Christian line as much as it's an idea I think a lot of people can relate to on a daily basis. One day you're living your life, and then you're hit by a car or your dog dies, so you feel like, "God really hates me today."”

„Ich wollte definitiv mehr Realismus und Tiefe [in die Texte] hineinstecken. "Gott hasst uns alle" ist nicht so sehr eine antichristliche Zeile, als es eine Idee ist, mit der sich, so denke ich, viele Leute auf einer täglichen Basis hineinversetzen können. An einem Tag lebst du dein Leben, und dann wirst du von einem Auto angefahren oder dein Hund stirbt und du hast das Gefühl "Gott hasst mich heute wirklich".“

## Rezeption
Das Album erhielt einen Metascore von 80 %, basierend auf zwölf professionellen Reviews. Es schnitt damit etwas besser ab als die beiden nachfolgenden Studioalben der Band.
Das Lied Disciple war für den Grammy-Award für die beste Metal-Darbietung nominiert. Es war die erste Nominierung dieser Art für die Band.
Allmusic lobt God Hates Us All für die Rückkehr zum früheren Stil Slayers und vergibt dreieinhalb von fünf Punkten. Auch der Rolling Stone vergibt diese Wertung. Vor allem das Lied Disciple wird von der Fachpresse für seine „Intensität“ gelobt und hervorgehoben.

## Titelliste
1. Darkness of Christ – 1:30
2. Disciple – 3:36
3. God Send Death – 3:45
4. New Faith – 3:05
5. Cast Down – 3:26
6. Threshold – 2:28
7. Exile – 3:55
8. Seven Faces – 3:42
9. Bloodline – 3:36
10. Deviance – 3:08
11. War Zone – 2:45
12. Scarstruck (Bonustitel) – 3:29
13. Here Comes the Pain – 4:32
14. Payback – 3:04
15. Addict (Bonustitel) – 3:43

Der Großteil der Lyrics ist von Kerry King, mit Ausnahme der Stücke God Send Death, Bloodline und Deviance, die von Tom Araya und Jeff Hanneman geschrieben wurden.
Die Komposition der Stücke teilen sich relativ gleichmäßig auf Jeff Hanneman (Titelnummern 1, 2, 3, 6, 10, 15) und Kerry King (Titelnummern 4, 5, 7, 8, 11, 12, 13, 14) auf. Für Bloodline (Titel 9) sind sowohl Hanneman und King als Autoren angegeben.